# Castello di Vianden
Il castello di Vianden (in francese château de Vianden, in tedesco Burg Vianden, in lussemburghese Buerg Veianen), è il principale monumento della città di Vianden, nel nord del Lussemburgo ed è uno dei più grandi castelli fortificati a ovest del Reno.

## Storia e descrizione
Le prime tracce della costruzione del castello risalgono alla fine del IV secolo, quando si installò in questo sito una guarnigione ufficiale dell'armata romana a guardia dell'alta zona di Treviri. I romani vi impiantarono un primo forte, che poi venne ampliato in epoca carolingia.
Il castello vero e proprio venne eretto a partire dall'XI secolo in stile romanico e continuato durante diversi secoli con modifiche e ampliamenti. I maggiori apporti architettonici vennero eseguiti, in stile gotico fra il XIII e il XIV secolo ad opera dei Conti di Vianden. Nel 1417 il castello diviene possedimento degli Orange-Nassau che vi apportarono delle aggiunte rinascimentali. Il castello poté dirsi completato nel XVII secolo.
Nel 1977 gli Orange-Nassau, divenuti già sovrani dei Paesi Bassi, cedettero il castello di Vianden al Granducato.

## Galleria d'immagini

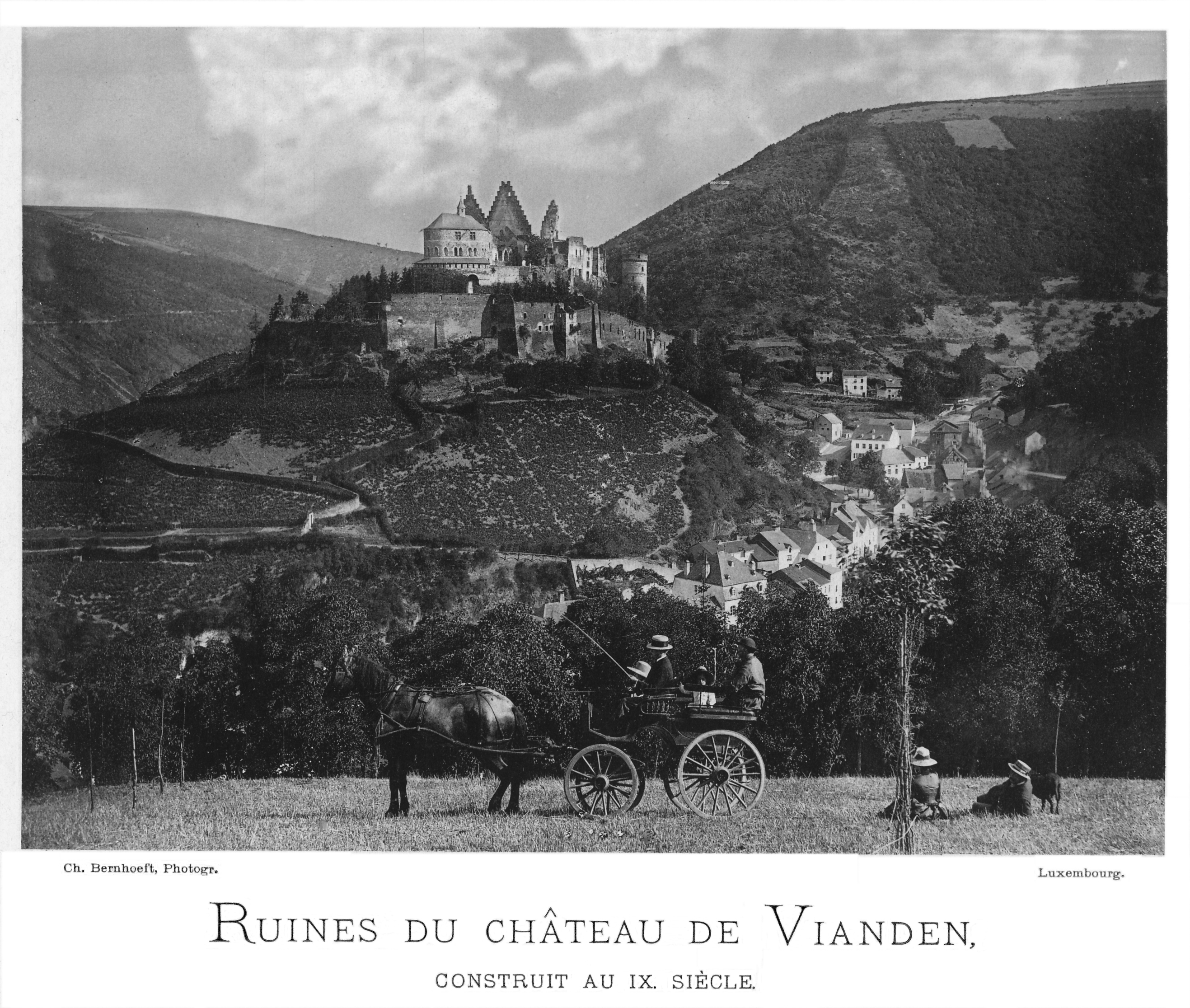
Il castello nel 1891
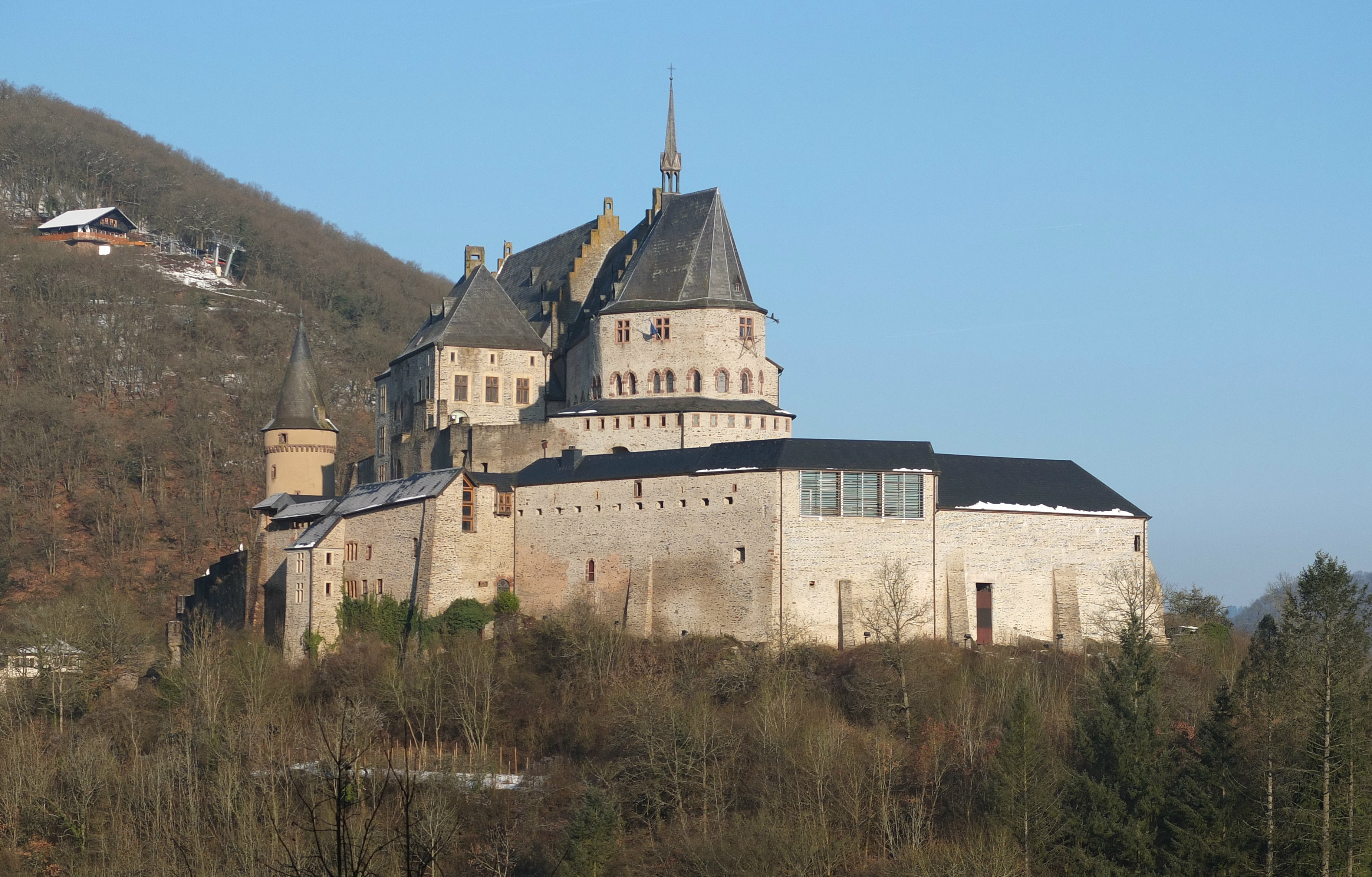
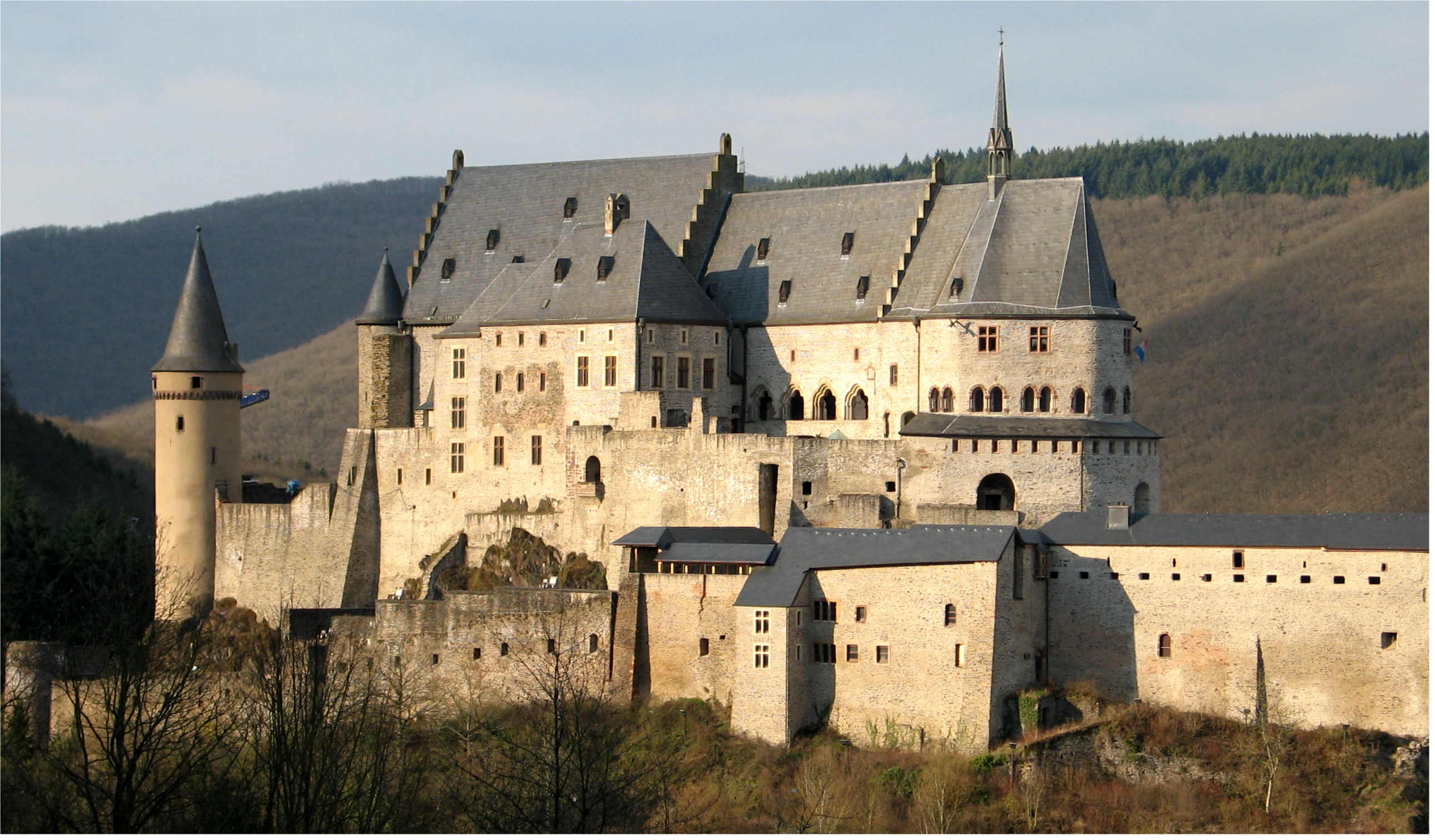
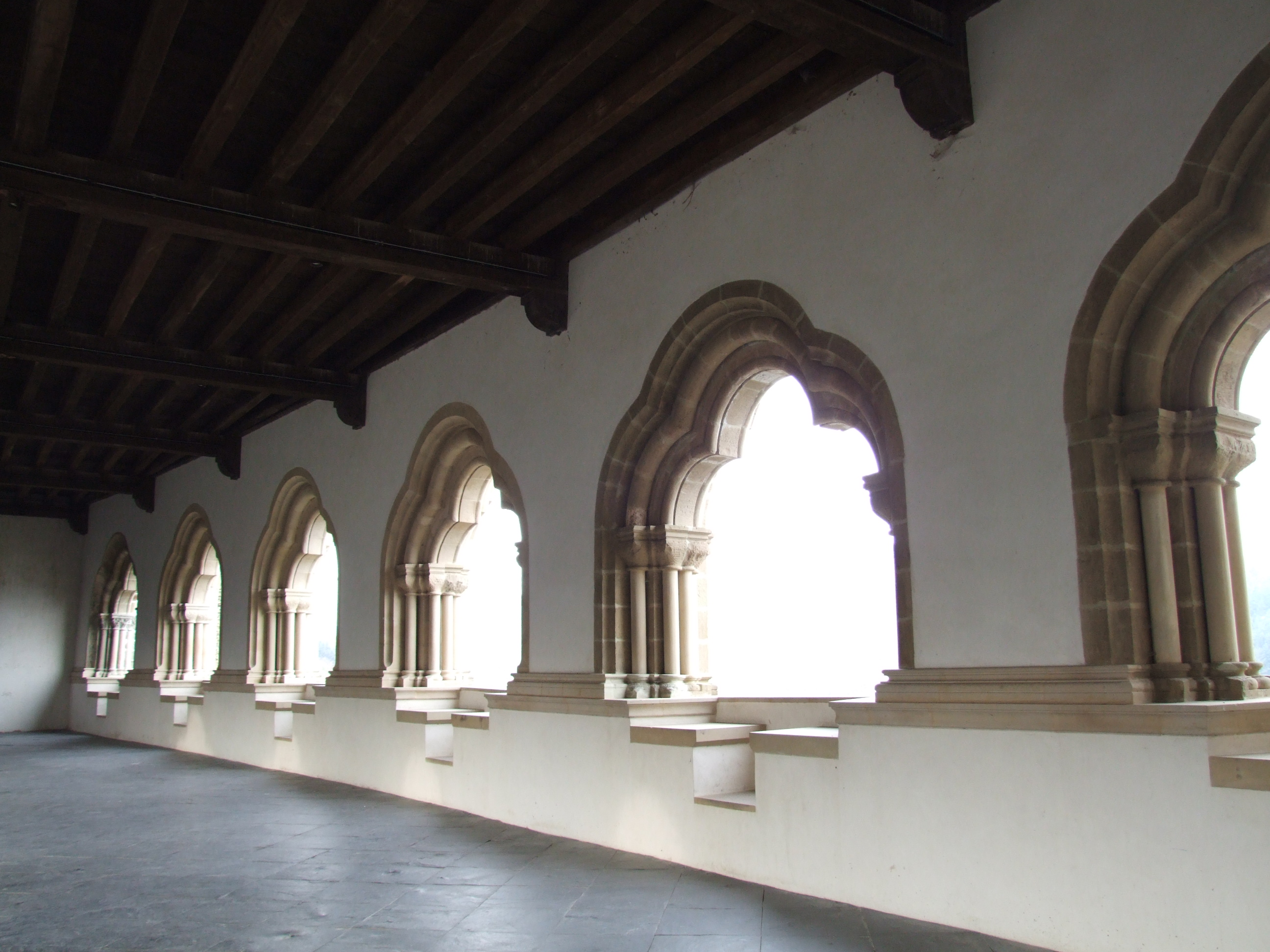
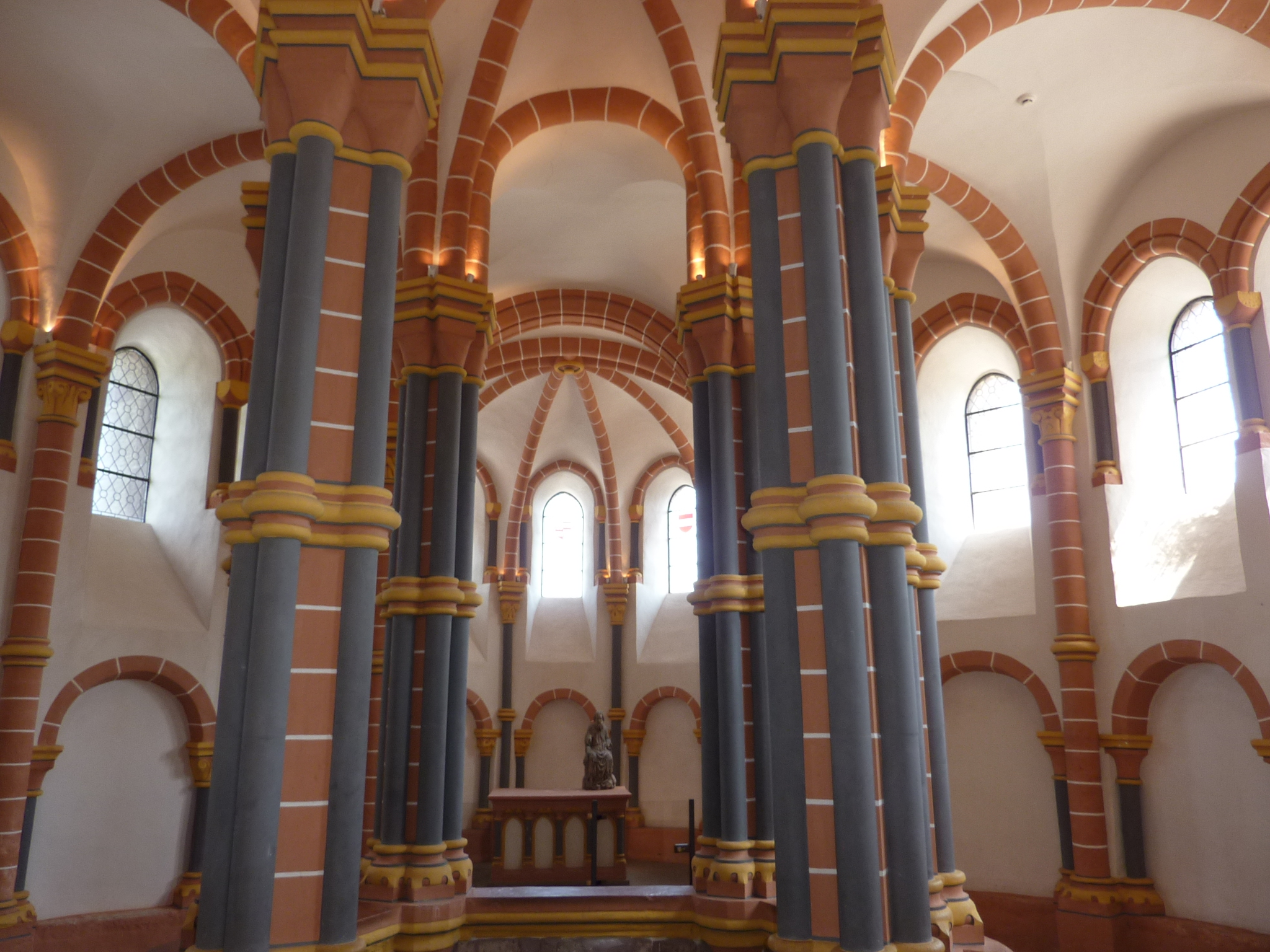
La cappella